# Arnold Badjou
Arnold Badjou (ur. 26 czerwca 1909, zm. 17 września 1994) – belgijski piłkarz występujący na pozycji bramkarza. Przez całą piłkarską karierę grał w klubie Daring Club. W latach 1930–1939 był członkiem reprezentacji Belgii, z którą brał udział w MŚ 1930, 1934 i 1938. Łącznie dla drużyny narodowej rozegrał 34 spotkania.